# Croacia en los Juegos Paralímpicos de Sochi 2014
Croacia estuvo representada en los Juegos Paralímpicos de Sochi 2014 por dos deportistas masculinos. El equipo paralímpico croata no obtuvo ninguna medalla en estos Juegos.